# ルーファス・スティール
ルーファス・スティール（Rufus Steele, 1877年 - 1935年12月25日）は、アメリカ合衆国の脚本家、映画監督である。

## 人物・来歴
1877年（明治10年）に生まれる。生地は不詳。
前歴不詳、満38歳を迎える1915年（大正4年）、パラマウント映画配給のサイレント映画 Rule G にストーリーを提供しているのが映画史に残る最初の記録である。同年にユニヴァーサル・フィルム・マニュファクチュアリング・カンパニー（現在のユニバーサル・ピクチャーズ）が設立した子会社・ブルーバード映画が製作したグレイス・カーライル主演のサイレント映画 The Eagle's Wing にストーリーを提供、ロバート・Z・レナードとともに共同監督として名を連ねている。同作は、多くの作品が日本公開されたブルーバード映画のなかの数少ない日本未公開作である。翌1917年（大正6年）、ヴァイタグラフ・カンパニー・オヴ・アメリカ（ヴァイタグラフ・スタジオ）が製作したメアリー・アンダーソン主演、ウィリアム・ウォルバート監督のサイレント映画 The Divorcee にストーリーを提供した。
ルーサー・リードとヘイル・ハミルトンが執筆、1921年（大正10年）初演の戯曲 Dear Me を映画向けに翻案、1923年（大正12年）、ケンマ・コーポレーション製作、パラマウント映画配給、マッジ・ケネディ主演、ヘンリー・コルカー監督のサイレント映画 The Purple Highway として発表、同作は日本でも『紫雲の彼方へ』のタイトルで公開されている。
1935年（昭和10年）12月25日、マサチューセッツ州ボストンで死去した。満57-58歳没。

## おもなフィルモグラフィ
- Rule G : 監督ジョージ・W・ローレンス / G・M・ノーブル、脚本不明、主演キャスリーン・エマーソン、1915年 - 原作
- The Eagle's Wing : 脚本不明、主演グレイス・カーライル、1916年 - 原作、ロバート・Z・レナードと共同で監督
- The Divorcee : 監督ウィリアム・ウォルバート、脚本不明、主演メアリー・アンダーソン、1917年 - 原作
- 『紫雲の彼方へ』 The Purple Highway : 監督ヘンリー・コルカー、原作戯曲ルーサー・リード / ヘイル・ハミルトン、主演マッジ・ケネディ、1923年 - 翻案

## 関連事項
- ヴァイタグラフ・スタジオ （en:Vitagraph Studios）

## 註
1. 1 2 3 4 5 6 7 8  Rufus Steele, Internet Movie Database （英語）, 2010年5月11日閲覧。
2. ↑  『ブルーバード映画の記録』 : 製作・著・発行山中十志雄・塚田嘉信、1984年4月、p.60-63.
3. ↑  紫雲の彼方へ、キネマ旬報映画データベース、2010年5月11日閲覧。